# Боруцино (Поморське воєводство)
Боруцино (пол. Borucino, нім. Borruschin) — село в Польщі, у гміні Стенжиця Картузького повіту Поморського воєводства.
Населення — 337 осіб (2011).
У 1975-1998 роках село належало до Гданського воєводства.

## Демографія
Демографічна структура станом на 31 березня 2011 року:
|          | Загалом | Допрацездатний вік | Працездатний вік | Постпрацездатний вік |
| -------- | ------- | ------------------ | ---------------- | -------------------- |
| Чоловіки | 170     | 47                 | 111              | 12                   |
| Жінки    | 167     | 51                 | 96               | 20                   |
| Разом    | 337     | 98                 | 207              | 32                   |